# Portland Project
Portland Project（ポートランドプロジェクト）とは、Linuxデスクトップアプリケーションのインタフェースを統合し、どのようなデスクトップ環境でもアプリケーション開発をしやすくするためのプロジェクトである。2005年、ポートランドでのOSDLの「Linux Desktop Architects' Meeting」において発表された。現在はGNOMEとKDEでのプログラミングインタフェースの統合を目指しているが、最終的な目的はウィンドウマネージャに関わらず、WindowsやmacOS上にさえもアプリケーション開発の共通の土台を提供するものである。2008年頃までにLinux Standard Baseに取り込まれることを目指している。
2006年6月26日に共通デスクトップ・インタフェースのベータ版、10月11日には1.0版をリリースした。これは、デスクトップの操作を行うツールxdg-utils、操作のためのAPIライブラリDesktop APIで構成されている。
Debian GNU/Linux、Fedora、OpenSUSEといったLinuxディストリビューションで使用可能なほか、Linux版のGoogle EarthとPicasaで採用されている。